# Sustentabilidade

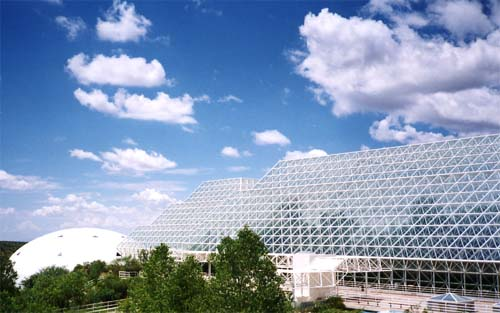
Área exterior do projeto sustentável Biosfera 2, no Arizona, nos Estados Unidos.

Sustentabilidade é uma característica ou condição de um processo ou de um sistema que permite a sua permanência, em certo nível, por um determinado prazo. Ultimamente, este conceito tornou-se um princípio segundo o qual o uso dos recursos naturais para a satisfação de necessidades presentes não pode comprometer a satisfação das necessidades das gerações futuras. Este novo princípio foi ampliado para a expressão "sustentabilidade no longo prazo", um "longo prazo" de termo indefinido.[carece de fontes?]
A sustentabilidade também pode ser definida como a capacidade de o ser humano interagir com o mundo, preservando o meio ambiente para não comprometer os recursos naturais das gerações futuras. O conceito de sustentabilidade é complexo, pois atende a um conjunto de variáveis interdependentes, mas podemos dizer que deve ter a capacidade de integrar as questões sociais, energéticas, econômicas e ambientais.
- Questão social: é preciso respeitar o ser humano, para que este possa respeitar a natureza. E do ponto de vista humano, ele próprio é a parte mais importante do meio ambiente.
- Questão energética: sem energia a economia não se desenvolve (ver: Energia sustentável). E se a economia não se desenvolve, as condições de vida das populações se deterioram.
- Questão ambiental: com o meio ambiente degradado, o ser humano abrevia o seu tempo de vida; a economia não se desenvolve; o futuro fica insustentável.

O princípio da sustentabilidade aplica-se a desde um único empreendimento, passando por uma pequena comunidade (a exemplo das ecovilas), até o planeta inteiro. Para que um empreendimento humano seja considerado sustentável, é preciso que ele seja:
- Ecologicamente correto
- Economicamente viável
- Socialmente justo
- Culturalmente diverso

## História

Diagrama definindo a interação de três pilares de sustentabilidade: economia, sociedade e ambiente.

O termo "sustentável" provém do latim sustentare (sustentar; defender; favorecer, apoiar; conservar, cuidar).  Segundo o Relatório de Brundtland (1987), o uso sustentável dos recursos naturais deve "suprir as necessidades da geração presente sem afetar a possibilidade das gerações futuras de suprir as suas". Também conhecido como “Nosso futuro comum”, o relatório apontava para uma definição antropocêntrica de sustentabilidade por meio da apresentação do termo “desenvolvimento sustentável” para a comunidade mundial. Neste relatório também apresenta-se pela primeira vez a dimensão social da sustentabilidade equiparada à dimensão ambiental. Uma das missões do desenvolvimento sustentável seria servir às demandas das pessoas carentes, isto é, dos pobres.
O conceito de sustentabilidade começou a ser delineado na Conferência das Nações Unidas sobre o Meio Ambiente Humano (United Nations Conference on the Human Environment - UNCHE), realizada na Suécia, na cidade de Estocolmo, de 5 a 16 de junho de 1972, a primeira conferência da Organização das Nações Unidas sobre o meio ambiente e a primeira grande reunião internacional para discutir as atividades humanas em relação ao meio ambiente. A Conferência de Estocolmo lançou as bases das ações ambientais em nível internacional, chamando a atenção internacional especialmente para  questões relacionadas com a degradação ambiental e a poluição que não se limitam às fronteiras políticas mas que afetam países, regiões e povos muito além do seu ponto de origem.
A Declaração de Estocolmo, que se traduziu em um Plano de Ação, define princípios de preservação e melhoria do ambiente natural, destacando a necessidade de apoio financeiro e assistência técnica a comunidades e países mais pobres. Embora a expressão "desenvolvimento sustentável" ainda não fosse usada, a declaração, no seu item 5, já abordava a necessidade imperiosa de "defender e melhorar o ambiente humano para as atuais e futuras gerações" - um objetivo a ser alcançado juntamente com a paz e o desenvolvimento econômico e social.
A ECO-92 - oficialmente, Conferência sobre Meio Ambiente e Desenvolvimento, realizada em 1992, no Rio de Janeiro, consolidou o conceito de desenvolvimento sustentável. A mais importante conquista da Conferência foi colocar esses dois termos, meio ambiente e desenvolvimento econômico, juntos - concretizando a possibilidade apenas esboçada na Conferência de Estocolmo, em 1972, e consagrando o uso do conceito de desenvolvimento sustentável, defendido, em 1987, pela Comissão Mundial sobre Meio Ambiente e Desenvolvimento (Comissão Brundtland).
O conceito de desenvolvimento sustentável - entendido como o desenvolvimento que atende às necessidades do presente sem comprometer a possibilidade das futuras gerações de atenderem às suas próprias necessidades - foi concebido de modo a conciliar as reivindicações dos defensores do desenvolvimento econômico com as preocupações de setores interessados na conservação dos ecossistemas e da biodiversidade. Outra importante conquista da Conferência foi a Agenda 21, um amplo e abrangente programa de ação visando a sustentabilidade global no século XXI.
Em 2002, a Cimeira (ou Cúpula) da Terra sobre Desenvolvimento Sustentável de Joanesburgo reafirmou os compromissos da Agenda 21, propondo a maior integração das três dimensões do desenvolvimento sustentável (econômica, social e ambiental) através de programas e políticas centrados nas questões sociais e, particularmente, nos sistemas de proteção social.
O uso do termo "sustentabilidade" difundiu-se rapidamente, incorporando-se ao vocabulário politicamente correto das empresas, dos meios de comunicação de massa, das organizações da sociedade civil, a ponto de se tornar quase uma unanimidade global. Por outro lado, a abordagem do combate às causas da insustentabilidade parece não avançar no mesmo ritmo, ainda que possa estimular a produção de previsões mais ou menos catastróficas acerca do futuro e aquecer os debates sobre propostas de soluções eventualmente conflitantes. De todo modo, assim como acontecia antes de 1987, o desenvolvimento dos países continua a ter como principal indicador, o crescimento econômico, traduzido como crescimento da produção ou, se olhado pelo avesso, como crescimento (preponderantemente não sustentável) da exploração de recursos naturais.
As políticas públicas, bem como a ação efetiva dos governos, ainda se norteiam basicamente pela crença na possibilidade do crescimento econômico perpétuo, e essa crença predomina largamente sobre a tese oposta, a do decrescimento econômico, cujas bases foram lançadas no início dos anos 1970 por Nicholas Georgescu-Roegen. Segundo Amartya Sen, Prêmio Nobel de Economia de 1998:
| “ | Não houve mudança significativa no entendimento dos determinantes do progresso, da prosperidade ou do desenvolvimento. Continuam a ser vistos como resultado direto do desempenho econômico. | ” |

Já numa compreensão mais atualizada desta questão aponta-se que, em seu nível mais elevado, a sustentabilidade adquire uma perspectiva biocêntrica, considerando todos os seres vivos e o planeta Terra como um todo.

### No Brasil
Em meados da década de 1960 a questão ambiental apresentou-se como urgente, principalmente a partir da crise petrolífera de 1973 e da crise petrolífera de 1979. A preocupação com finitude dos recursos naturais contribuiu para que a Assembleia Constituinte de 1988, adicionasse a preocupação com o Ambiente no texto Constitucional, no artigo 225 da Constituição Federal de 1988:
Art. 225. Todos têm direito ao meio ambiente ecologicamente equilibrado, bem de uso comum do povo e essencial à sadia qualidade de vida, impondo-se ao poder público e à coletividade o dever de defendê-lo e preservá-lo para as presentes e futuras gerações.
Com relação a energias renováveis, o Brasil deu um passo fundamental, por exemplo, no uso de biocombustível – com o Proálcool, na década de 1970. Mais tarde, foram criados dois programas no Brasil: o Programa Nacional da Conservação de Energia Elétrica, em 1985 e o Programa Nacional da Racionalização do Uso dos Derivados do Petróleo e do Gás Natural - CONPET, em 1991.
No ano de 1992 ocorreu na cidade do Rio de Janeiro Conferência das Nações Unidas sobre o Meio Ambiente e o Desenvolvimento, também conhecida como Eco-92, Cúpula da Terra, Cimeira do Verão, Conferência do Rio de Janeiro e Rio 92. Entre os dias 13 e 22 de junho de 2012, também na cidade brasileira do Rio de Janeiro, realizou-se a Conferência das Nações Unidas sobre Desenvolvimento Sustentável (CNUDS), conhecida também como Rio+20.
No século XXI, o Brasil possui uma das matrizes energéticas mais limpas do mundo 

## Dimensões da sustentabilidade

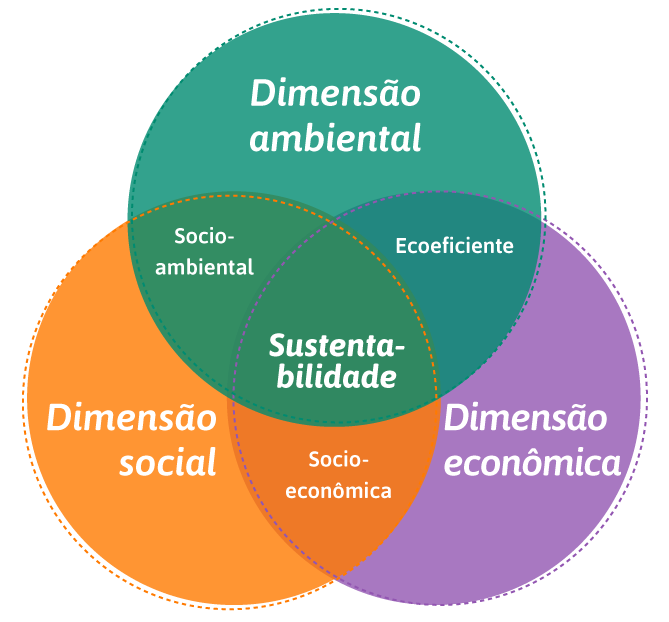
Sobreposição das dimensões da Sustentabilidade. Fonte: Adaptado do Manual de Boas Práticas para Eficiência Energética (2005)

A perspectiva da sustentabilidade vem evoluindo desde ênfases limitadas a aspectos isolados do consumo e produção até perspectiva holísticas que consideram a totalidade do planeta. A partir do relatório Brundtland, no contexto dos estudos da sustentabilidade há um ponto de consenso que permite afirmar que suas principais dimensões (ambiental, econômica e social) são inerentemente interdependentes e, por isso, acontecem concomitantemente.
Pode-se dizer que a tríade das dimensões mais conhecidas da sustentabilidade configura principalmente um arranjo conceitual, que deve ser uma referência teórica para pesquisadores e profissionais da área.

### Dimensão ambiental
Diz respeito aos aspectos concretos das limitações dos recursos naturais da Terra. As atividades humanas sempre estiveram subordinadas aos fenômenos naturais e às capacidades do planeta. Visto isso, há que se respeitar a dimensão ambiental (ou ecológica) da sustentabilidade. Esta dimensão compreende a obediência aos ciclos temporais da Terra, preservando fontes energéticas e de insumos naturais, visando a mínima deterioração do meio ambiente.
Entretanto, no cenário atual, observando a questão da permanência do homem sobre o planeta, percebe-se que há um duplo desequilíbrio ecológico: por um lado, há o esgotamento de matérias-primas naturais e do outro, um galopante acúmulo dos resíduos resultantes da atividade industrial e do consumo destes produtos.
Estas e outras intervenções humanas (ex.: produção de gases não existentes na natureza, como os clorofluorcarbonetos que provocam o “buraco na camada de ozônio”) impactam de forma permanente o planeta Terra, chegando a sobrepor os processos naturais. Os impactos de proporções geológicas da industrialização - desde o século XVIII até hoje - justificam a compreensão de uma nova época geológica. A esta época atribui-se o nome antropoceno.
Assim, de forma paradoxal, as atividades necessárias ao pleno funcionamento do modelo desenvolvimentista atual perturbam a manutenção das riquezas naturais das quais o mesmo é dependente.

### Dimensão econômica
Esta dimensão da sustentabilidade diz respeito ao modelo em que o crescimento econômico acontece de maneira ética e justa, mantendo-se a harmonia com as outras dimensões. Ou seja, garantindo a satisfação das necessidades humanas, as boas condições sociais dos agrupamentos de pessoas (equidade e coesão social) e a resiliência dos recursos naturais. Esta dimensão seria atribuída o destino e o gerenciamento mais eficaz dos recursos empregados, do ponto de vista econômico.
As especificidades da dimensão econômica no contexto da sustentabilidade vem sendo estudadas e debatidas por uma parcela crescente de pensadores econômicos . Nesse contexto de pensamento emergente, apresentam-se discordâncias importantes entre uma racionalidade ecológica (focada na diminuição da exploração e do consumo para proteger a natureza) e uma racionalidade econômica ortodoxa (focada na permanente busca por maior eficiência financeira e pela exploração dos recursos naturais existentes).
É possível ilustrar a influência direta desta dimensão da sustentabilidade nas outras dimensões. A ver com a dimensão social, por exemplo: fenômenos de migração de pessoas por condições econômicas locais desfavoráveis podem acabar por quebrar laços familiares e culturais, diminuindo a coesão social em uma região.

### Dimensão social
Trata das questões relacionadas à satisfação das necessidades básicas das pessoas, a valorização das culturas locais, a melhoria do bem-estar atual e futuro, o aumento da qualidade de vida pela redução da iniquidade social no geral. Ou seja, a dimensão social da sustentabilidade orienta-se para a construção de uma sociedade humana sustentável. Uma sociedade que é justa, inclusiva e democrática.
Visando um cenário socialmente sustentável, faz-se necessário trabalhar de maneira enfática para reduzir significativamente as iniquidades sociais e também buscar aumentar a coesão social de comunidades voltadas à sustentabilidade. De fato, as questões sociais mudam mais dramaticamente entre locais, pessoas e culturas do que as questões relacionadas às dimensões ambiental e econômica da sustentabilidade. Assim, a dimensão social pode ser entendida como um alvo móvel, com fatores mais flutuantes do que as outras dimensões.
Como exemplos das questões abordadas nessa dimensão, pode-se afirmar que as pautas que tangenciam a dimensão social são múltiplas e interconectadas, indo desde a responsabilidade social corporativa aos direitos humanos, passando por acessibilidade, políticas públicas, educação (inclusive educação para a sustentabilidade), legislação e democracia, microfinanciamento (este que influencia diretamente a dimensão econômica), inclusão social de grupos marginalizados e senso de segurança por parte dos indivíduos. Assim, dar atenção à dimensão social da sustentabilidade significa articular uma série de medidas para viabilizar a saúde, a segurança e o bem-estar das gerações presentes e futuras.
As iniciativas de caráter coletivo inseridas nas cidades (ex.: hortas colaborativas) podem ser plataformas importantes para a aproximação e a tolerância entre os indivíduos envolvidos. Ou seja, a sustentabilidade também deve considerar as ideias de sustentabilidade e conservação em um programa de desenvolvimento participativo e comunitário.

## Conceitos correlatos

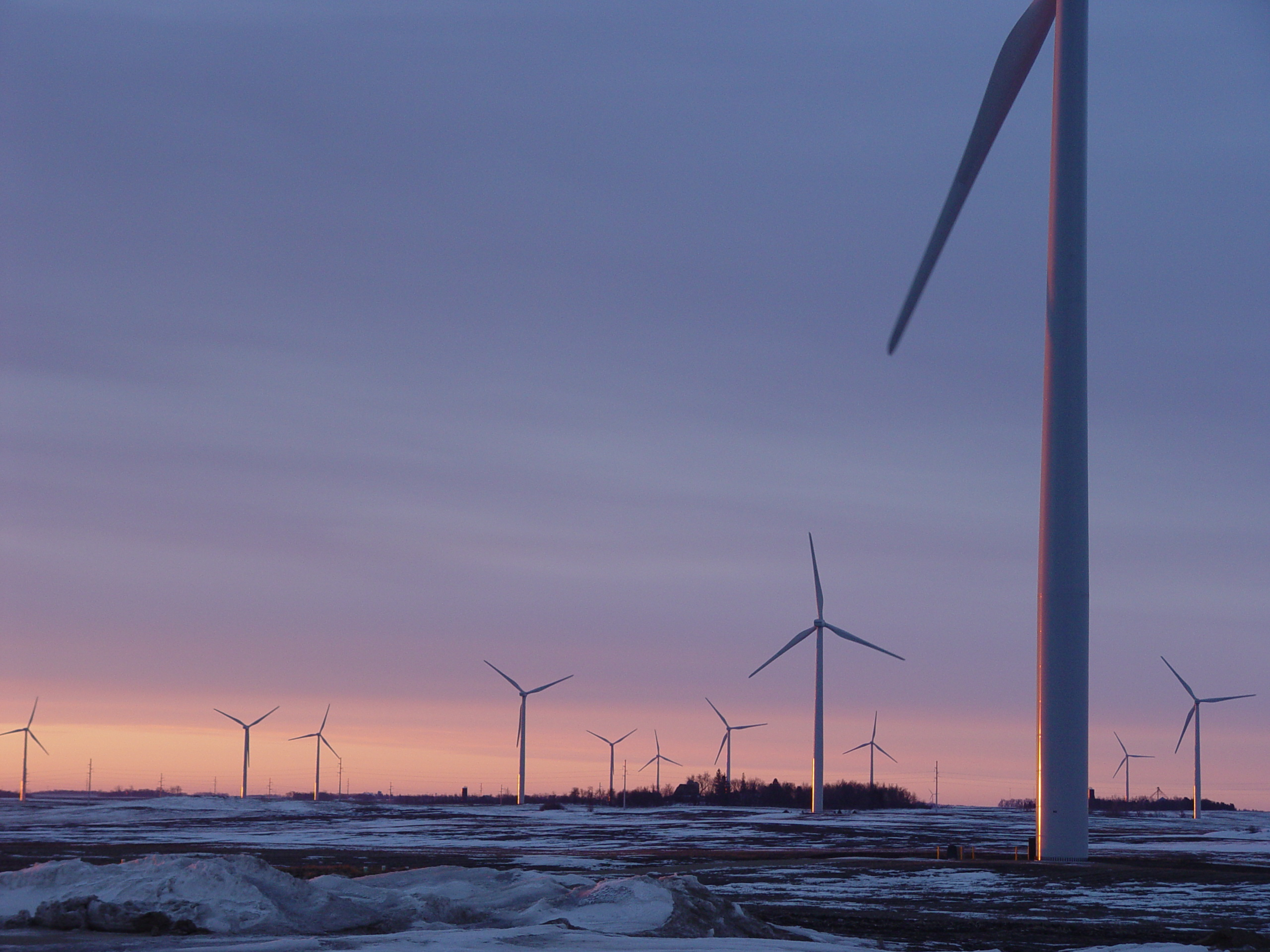
Aerogeradores aproveitam o vento para gerarem energia: na foto, uma usina eólica em Chandler (Minnesota).

- "Sustentável": significa apto ou passível de sustentação. Já "sustentado" é aquilo que já tem garantida a sustentação. É defendido que "sustentado" já carrega em si um prazo de validade, no sentido de que não se imagina o que quer que seja, no domínio do universo físico, que apresente sustentação perpétua (ad aeternum), de modo que, rigorosamente, o termo "sustentado" deve ser acompanhado sempre do prazo ao qual se refere, sob risco de imprecisão ou falsidade, acidental ou intencional. Tal rigor é especialmente importante nos casos das políticas ambientais ou sociais, sujeitos a vieses de interesses divergentes.
- "Crescimento sustentado": refere-se a um ciclo de crescimento econômico constante e duradouro, porque assentado em bases consideradas estáveis e seguras. Dito de outra maneira, é uma situação em que a produção cresce, em termos reais, isto é, descontada a inflação, por um período relativamente longo.
- "Gestão sustentável": é a capacidade para dirigir o curso de uma empresa, comunidade ou país, através de processos que valorizam e recuperam todas as formas de capital, humano, natural e financeiro.
- "Sustentabilidade comunitária": é uma aplicação do conceito de sustentabilidade no nível comunitário. Diz respeito aos conhecimentos, técnicas e recursos que uma comunidade utiliza para manter sua existência tanto no presente quanto no futuro. Este é um conceito chave para as ecovilas ou comunidades intencionais. Diversas estratégias podem ser usadas pelas comunidades para manter ou ampliar seu grau de sustentabilidade, o qual pode ser avaliado através da ASC (Avaliação de Sustentabilidade Comunitária).[34]

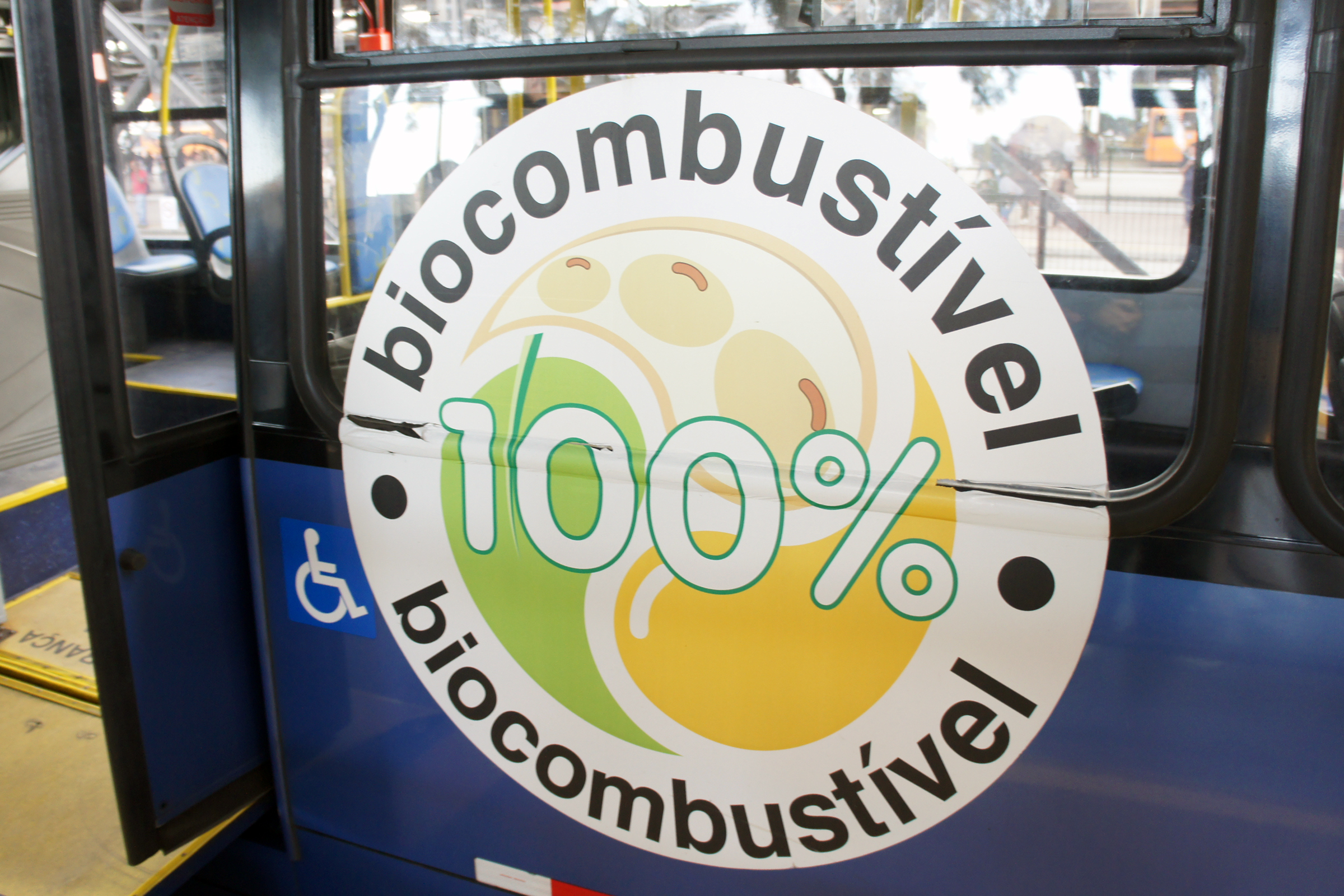
Biocombustível, um tipo de recurso natural renovável.

- "Sustentabilidade como parte da estratégia das organizações": o conceito de sustentabilidade está intimamente relacionado com o da responsabilidade social das organizações. Além disso, a ideia de "sustentabilidade" adquire contornos de vantagem competitiva. Isto permitiu a expansão de alguns mercados, nomeadamente o da energia, com o surgimento das energias renováveis. Segundo Michael Porter, "normalmente as companhias têm uma estratégia económica e um estratégia de responsabilidade social, e o que elas devem ter é uma estratégia só". Uma consciência sustentável, por parte das organizações, pode significar uma vantagem competitiva, se for encarada integrar uma estratégia única da organização, tal como defende Porter, e não como algo que concorre, à parte, com "a" estratégia da organização, apenas como parte da política de imagem ou de comunicação. A ideia da sustentabilidade, como estratégia de aquisição de vantagem competitiva, por parte das empresas, é refletida, de uma forma expressamente declarada, na elaboração do que as empresas classificam como "Relatório de Sustentabilidade".
- Investimento socialmente responsável: investir de uma forma ética e sustentável é a base do chamado ISR (ou SRI, do inglês Socially responsible investing). Em 2005, o Secretário Geral das Nações Unidas, Kofi Annan, em articulação com a Iniciativa Financeira do Programa das Nações Unidas para o Meio Ambiente (PNUMA-FI ou, em inglês, UNEP-FI)[35] e o Pacto Global das Nações Unidas (UN Global Compact), convidou um grupo de vinte grandes investidores institucionais de doze países para elaborar os Princípios do Investimento Responsável. O trabalho contou também com o apoio de um grupo de 70 especialistas do setor financeiro, de organizações multilaterais e governamentais, da sociedade civil e da academia.  Os princípios da PNUMA-FI foram lançados na Bolsa de Nova York, em abril de 2006. Atualmente a PNUMA-FI trabalha com cerca de 200 instituições financeiras, signatárias desses princípios, e com um grande número de organizações parceiras, visando desenvolver e promover as conexões entre sustentabilidade e desempenho financeiro. Através de redes peer-to-peer, pesquisa e treinamento, a PNUMA-FI procura identificar e promover  a  adoção das melhores práticas ambientais e de sustentabilidade em todos os níveis, nas operações das instituições financeiras.[36]

## Organização das Nações Unidas
A Organização das Nações Unidas, através do sétimo ponto das Metas de desenvolvimento do milénio, procura garantir ou melhorar a sustentabilidade ambiental através de quatro objetivos principais:
1. Integrar os princípios do desenvolvimento sustentável nas políticas e programas nacionais e reverter a perda de recursos ambientais.
2. Reduzir de forma significativa a perda da biodiversidade.
3. Reduzir para metade a proporção de população sem acesso a água potável e saneamento básico.
4. Alcançar, até 2020, uma melhoria significativa em pelo menos cem milhões de pessoas a viver abaixo do limiar da pobreza.